# Jan Vermeer van Utrecht
Jan Vermeer van Utrecht (baptisé le 16 février 1630 - vers 1696) est un peintre hollandais du siècle d'or néerlandais. Bien qu'il soit né près de Delft, il n'y a pas de relation connue entre ce peintre et Johannes Vermeer.

## Biographie
Vermeer est né à Schipluiden. Son père est décédé quand il avait 10 ans et il a été élevé par son grand-père par alliance à Rotterdam. Selon le biographe Arnold Houbraken, il s'est rendu en Italie avec Lieve Verschuier et s'est lié d'amitié avec Willem Drost et Johann Carl Loth.
Il retourne dans le Nord en 1662, où il devient membre de la guilde de Saint-Luc d'Utrecht  en 1663 et devient diacre de la guilde entre 1664-1666. Houbraken raconte une histoire curieuse sur Vermeer van Utrecht dans sa biographie de Jan Davidsz de Heem. Dans cette histoire, à son retour d'Italie, Vermeer épouse une veuve qui possède une usine de céruse. Il est riche et mène une vie insouciante jusqu'à la mort de sa femme, puis son usine est incendiée par des soldats français. Il parvient à sauver une peinture de guirlande de De Heem pour laquelle il avait payé 2 000 florins. C'était une énorme somme d'argent, mais Houbraken mentionne que son grand-père avait été un homme riche, et jusqu'à ce que son usine soit détruite, Vermeer van Utrecht peignait pour le plaisir, plutôt que professionnellement. Le montant est destiné à indiquer la renommée et l'estime de De Heem, plutôt que la richesse de Vermeer van Utrecht. Vermeer van Utrecht demande alors à son bienfaiteur, Frederick Nassau de Zuylestein, de lui donner un poste au gouvernement en échange de ce tableau, et il propose de peindre l'image du jeune prince Willem III au centre de la guirlande. Le seigneur de Zuylestein était le gouverneur du jeune prince de 1659 à 1666, donc cet accord doit avoir été conclu entre 1662 (le retour de Vermeer van Utrecht d'Italie) et 1672 (la mort du seigneur de Zuylestein). Apparemment, l'affaire est conclue, et plusieurs années passent au cours desquelles Vermeer van Utrecht est devenu un membre de la régence d'Utrecht (Vroedschap), mais il ne s'y est jamais senti bien intégré. En 1672, le conseil d'Utrecht prend pitié de lui et lui confie le poste de percepteur et contrôleur de l'écluse de Vreeswijk, où il se remarie plus tard.
Houbraken n'a jamais vu le tableau sur lequel il a écrit, mais ce doit être le tableau actuellement présenté au Musée des Beaux-Arts de Lyon, qui a été pris avec le reste de la collection royale de tableaux comme butin de guerre en France un siècle plus tard en 1795.
Peut-être à cause de cette histoire, Vermeer van Utrecht s'est fait connaître en tant que portraitiste et a peint un portrait des régents de diverses institutions d'Utrecht, dont ceux de l'orphelinat en 1680. Il a épousé Hendrina Hounietop en 1683 à Vreeswijk, où il décède entre mai 1695 et septembre 1697 .

## Galerie

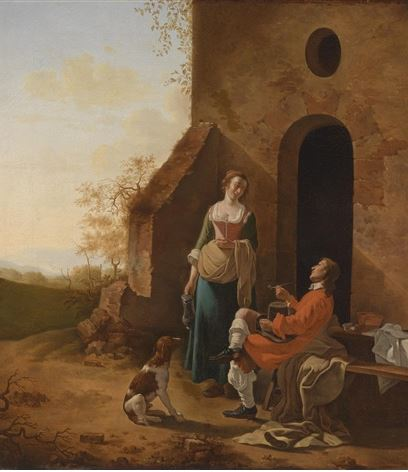
Conversation devant une auberge
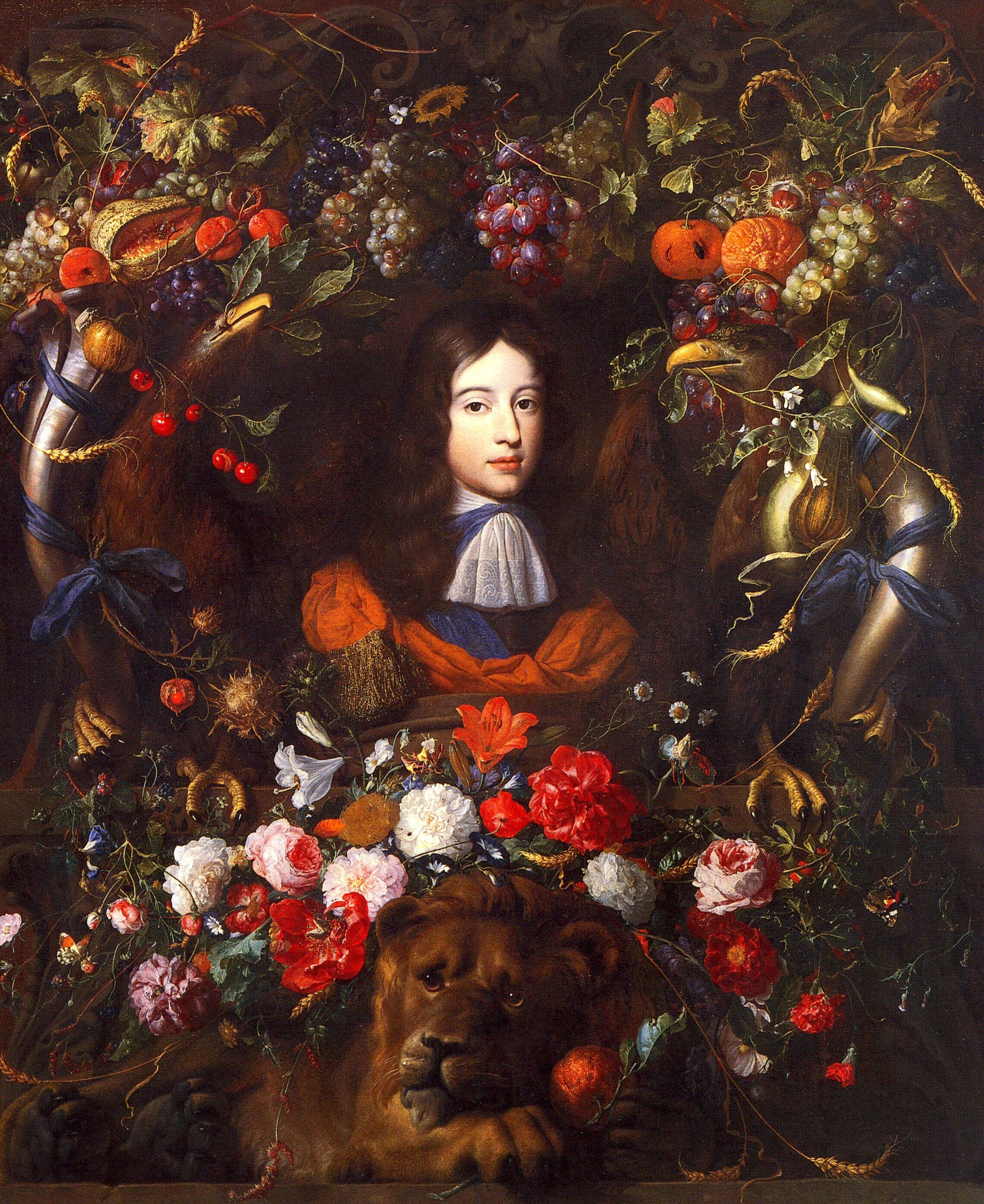
Portrait du Prince William III dans une guirlande de fleurs par Jan Davidsz de Heem, avec un portrait par Vermeer van Utrecht.
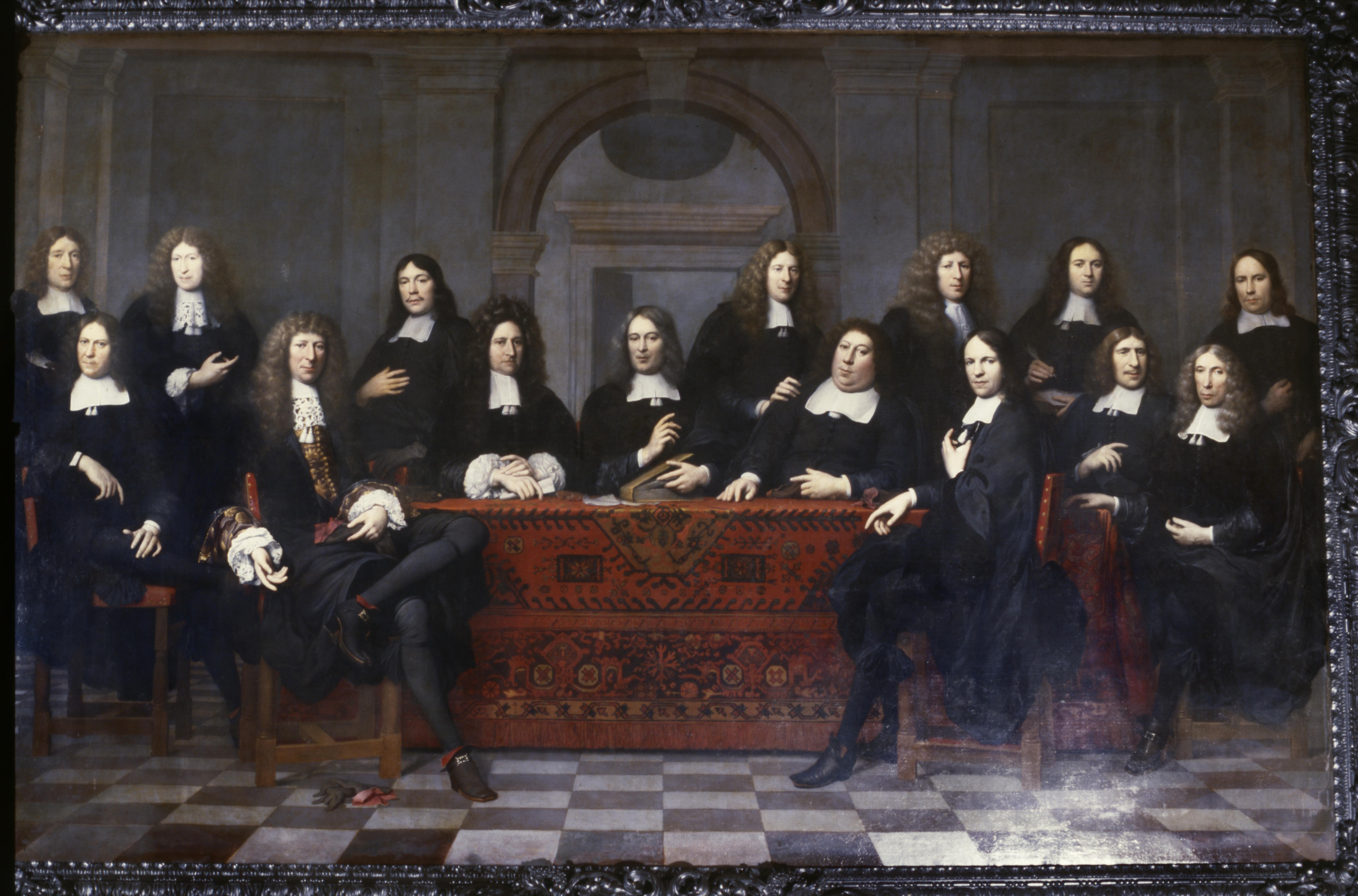
Régents de l'orphelinat d'Utrecht, 1680.
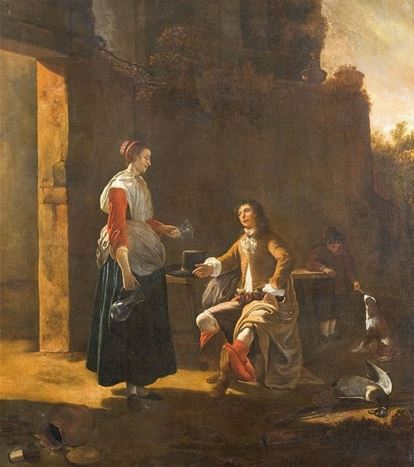
Le repos du chasseur